# لارو (ویسکانسین)
لارو (به انگلیسی: La Rue) یک منطقهٔ مسکونی در ایالات متحده آمریکا است که در شهرستان ساوک، ویسکانسین واقع شده‌است. لارو ۲۶۷٫۹۲ متر بالاتر از سطح دریا واقع شده‌است.